# Seznam mužských fotbalových reprezentací neregistrovaných FIFA
Toto je seznam mužských národních, regionálních, ostrovních a lidových fotbalových týmů světa neregistrovaných FIFA nebo některou z jejích konfederací. Všechny uvedené týmy hrály nejméně jednou proti neklubovému týmu jiného suverénního národa.

## Kritéria pro zařazení
Toto je souhrn kritérií pro zařazení do článku.
1. Pro zařazení do tohoto seznamu nejsou vhodné klubové týmy, jejichž zásadou je využívat služeb hráčů náležejících pouze k určitému regionu, ostrovu nebo etnické skupině, a to i v případě, že nesou jejich jméno. Zařazeny jsou pouze ty, mezi kterými se (podle smlouvy) hráči mohou volně pohybovat. 
2. týmy zde uvedené by neměly být běžnými držiteli registračních průkazů pro své hráče a kromě toho by hráči měli obvykle považovat za svou povinnost (pokud nemají podepsanou smlouvu či se fotbalu věnují pouze částečně) za tyto kluby hrát.
3. tým musí být členem nereprezentační fotbalové organizace nebo za hranicemi svého vlastního suverénního národa prokazatelně nastupovat proti týmům podobné úrovně.

## Organizace
Zde jsou některé organizace mající za cíl organizovat fotbal mezi těmito týmy. Několik z nich je uvedeno níže.
- NF-Board (Rada nových federací) – fotbalová asociace založená 12. prosince 2003. Skládá se z týmů reprezentujících národy, které nejsou uznány jako suverénní státy a nejsou tedy způsobilé stát se členy FIFA, řídícího orgánu fotbalového světa. NF-Board pořádá Světový pohár VIVA a Pohár UNPO. Její první kontinentální konfederací pro Jižní Ameriku je CSANF (Jihoamerická rada nových federací).

- IFU (Mezinárodní fotbalová unie) – fotbalová asociace založená 12. srpna 2009. Chce zastupovat národy závislých a neuznaných států a regionů, které nejsou členy FIFA. IFU se snaží pracovat s FIFA jako dočasná organizace pro některé fotbalové svazy, než získají členství v FIFA.

- IGA (Asociace Ostrovních her) – organizace založená v roce 1985 s jediným cílem pořádat každé dva roky Ostrovní hry, přátelské sportovní soutěže (včetně fotbalu) mezi týmy z některých ostrovů a dalších malých území.

- MFA (Mikronárodní fotbalová asociace) – fotbalová organizace plánující turnaje pro velmi malé národy včetně Světového poháru v roce 2013.

## Afrika
- Jižní Kamerun (Kamerun)
- Kanárské ostrovy (Španělsko)
- Madeira (Portugalsko)
- Mayotte (Francie)
- Somaliland (Somálsko)
- Svatá Helena (Spojené království)
- Zanzibar (Tanzanie) – na klubové úrovni v CAF jako provizorní člen

## Asie
- Aramejští Syřané (Irák/Sýrie)
- Džammú a Kašmír (Indie)
- Irácký Kurdistán (Irák)
- Jižní Moluky (Indonésie)
- Kuang-si (Čína)
- Nágáland (Indie)
- Sikkim (Indie)
- Tibet (Čína)
- Vnitřní Mongolsko (Čína)

## Evropa
- Alandy (Finsko)
- Alderney (Spojené království)
- Andalusie (Španělsko)
- Anglesey (Spojené království)
- Aragonie (Španělsko)
- Asturie (Španělsko)
- Azory (Portugalsko)
- Baleáry (Španělsko)
- Baskicko (Španělsko/Francie)
- Bavorsko (Německo)
- Bretaň (Francie)
- Čečensko (Rusko)
- Extremadura (Španělsko)
- Frøya (Norsko)
- Gagauzsko (Moldavsko)
- Galicie (Španělsko)
- Gotland (Švédsko)
- Gozo (Malta)
- Guernsey (Spojené království)
- Hitra (Norsko)
- Jersey (Spojené království)
- Kantábrie (Španělsko)
- Katalánsko (Španělsko)
- Korsika (Francie)
- Krymští Tataři (Ukrajina)
- Menorca (Španělsko)
- Monako
- Morava (Česko)
- Murcie (Španělsko)
- Navarra (Španělsko)
- Normandie (Francie)
- Obojí Sicílie (Itálie)
- Okcitánie (Francie/Andorra)
- Orkneje (Spojené království)
- Ostrov Man (Spojené království)
- Ostrov Wight (Spojené království)
- Padánie (Itálie)
- Provence (Francie)
- Republika srbská (Bosna a Hercegovina)
- Rhodos (Řecko)
- Romové (Evropa)
- Saaremaa (Estonsko)
- Sámové (Švédsko/Finsko/Rusko/Norsko)
- Sark (Spojené království)
- Severokyperská turecká republika (Kypr)
- Shetlandy (Spojené království)
- Slezsko (Polsko, Česko)
- Údolí Arán (Španělsko)
- Valencijské společenství (Španělsko)
- Vatikán
- Vnější Hebridy (Spojené království)
- Vojvodina (Srbsko)

## Jižní Amerika
- Falklandy (Spojené království)

## Oceánie
- Marshallovy ostrovy
- Nauru
- Norfolk (Austrálie)
- Nový Jižní Wales (Austrálie)
- Pohnpei (Mikronésie)
- Tasmánie (Austrálie)
- Teritorium hlavního města Austrálie (Austrálie)
- Velikonoční ostrov (Chile)
- Wallis a Futuna (Francie)
- Yap (Mikronésie)

## Severní Amerika a Karibik
- Grónsko (Dánsko)
- Nevis (Svatý Kryštof a Nevis)
- Saint Croix (Americké Panenské ostrovy)
- Saint Pierre a Miquelon (Francie)
- Svatý Eustach (Nizozemské království)
- Svatý Kryštof (Svatý Kryštof a Nevis)
- Svatý Tomáš (Americké Panenské ostrovy)
- Tobago (Trinidad a Tobago)
- Tortola (Britské Panenské ostrovy)
- Virgin Gorda (Britské Panenské ostrovy)